# Barboncito
Barboncito (Hástiin Dághá, hombre con bigote) fue un líder guerrero y cantante espiritual navajo. Nació el año 1820 y murió el 1871.
En 1846 se puso en guerra contra los mexicanos y firmó un acuerdo con Alexander W. Doniphan. Después de un desafortunado incidente, durante 1860 en Fort Defiance (Arizona) dio soporte a la revuelta de Manuelito que se convirtió en guerra abierta hasta 1866, siendo uno de los líderes con su hermano Delgadito. Fue uno de los firmantes del Tratado del 1868 y fue líder supremo de los navajos desde el 1866 hasta el 1870.